# Ocenebra
Ocenebra Gray, 1847 è un genere di molluschi gasteropodi marini appartenenti alla famiglia dei Muricidae.

## Tassonomia
Il genere Ocenebra conta 19 specie riconosciute:
- Specie Ocenebra aparicioae Cunningham Aparicio, 2020
- Specie Ocenebra brevirobusta Houart, 2000
- Specie Ocenebra chavesi Houart, 1996
- Specie Ocenebra edwardsii (Payraudeau, 1826)
- Specie Ocenebra erinaceus (Linnaeus, 1758)
- Specie Ocenebra helleri (Brusina, 1865)
- Specie Ocenebra hispidula (Pallary, 1904)
- Specie Ocenebra hybrida (Aradas & Benoit, 1876)
- Specie Ocenebra ingloria (Crosse, 1865)
- Specie Ocenebra inordinata Houart & Abreu, 1994
- Specie Ocenebra leukos (Houart, 2000)
- Specie Ocenebra miscowichae (Pallary, 1920)
- Specie Ocenebra nicolai (Monterosato, 1884)
- Specie Ocenebra paddeui (Bonomolo & Buzzurro, 2006)
- Specie Ocenebra piantonii (Cecalupo, Buzzurro & Mariani, 2008)
- Specie † Ocenebra prionotus (Tate, 1888)
- Specie Ocenebra purpuroidea (Pallary, 1920)
- Specie Ocenebra vazzanai Crocetta, Houart & Bonomolo, 2020
- Specie † Ocenebra vindobonensis (Hörnes, 1853)